# Trip (cercador web)
Trip és un cercador web clínic gratuït. La seva funció principal és ajudar els metges a identificar la millor evidència disponible responent a preguntes clíniques. Les seves arrels estan fermament en el món de la medicina basada en l'evidència.

## Història
El web va ser creat el 1997 com una eina de cerca per ajudar el personal d'ATTRACT a respondre a les preguntes clíniques de metges en Gwent, Gal·les. Poc després la revista Bandolier va destacar Trip Database i això va ajudar a establir el web. El 2003, després d'un període de creixement constant, Trip es va convertir en un servei de només subscripció. Però el setembre de 2006 es va abandonar la necessitat de subscripció i des de llavors el creixement en l'ús ha estat significatiu. Originalment "Trip" s'anomenava Turning Research Into Practice, però ara s'anomena simplement Trip.

## Procés
El nucli al sistema de Trip és la identificació i incorporació de noves proves. La gent darrere de Trip estan fortament involucrada en els sistemes de recerca de respostes a preguntes clíniques. Per tant, si s'identifiquen els recursos que són útils per aquest procés i s'afegeixen a Trip. Es poden efectuar les preguntes a més de l'anglès, en alemany, castellà, francès, hongarès, txec i suec.

## Usuaris
Una inspecció del web (setembre de 2007) va mostrar que el web va ser buscat més de 500.000 vegades per mes, amb un 69% dels professionals de la salut i el 31% dels membres del públic. Dels professionals de la salut al voltant del 43% eren metges. La majoria dels usuaris són, ja sigui del Regne Unit o els Estats Units. Al setembre de 2008 el web va ser buscat 1,4 milions de vegades. Fins aquesta data el web s'ha buscat més de 100 milions de vegades.